# Апухтін Олексій Миколайович
Олексі́й Микола́йович Апухтін (15 (27) листопада 1840, Болхов — 17 (29) серпня 1893, Петербург) — російський поет. Його епіграму на журналі «Русский вестник» Тарас Шевченко почув від І. Самаріна і переписав її в свій «Щоденник» 23 березня 1858. Автором епіграми Шевченко помилково назвав Миколу Щербину.

## Біографія
Народився в небагатій дворянській родині з древнім корінням, що походить з Франції. Дитинство пройшло в родовому маєтку — садибі Павлодар, що належав батькові поета (тодішня Калузька губернія). Батьки бачили сина майбутнім юристом. Тому відправили сина в Петербург на навчання.
Російські письменники старшого покоління пильно приглядалися до поетичних проб молоді. Вірш 14-літнього Апухтіна потрапив на очі Іванові Тургенєву і той, заручившись підтримкою поета Афанасія Фета, надрукував його.

### Імператорське училище правознавства
1859 року закінчив престижне на той час Імператорське училище правознавства. Його вважали найкращим учнем у класі, бо мав найвищі оцінки. Окрім навчання, Олексій займається і літературою, що була престижною галуззю дворянської культури і переживала в Російській імперії добу справжнього розквіту. Олексій Апхутін був одним з редакторів журналу навчального закладу — «Училищний вісник».

### Представник «золотої молоді» і значущий поет
Юриспруденція мало приваблювала молоду людину, хоча після закінчення училища той працював в міністерстві юстиції. Бажання побідьше узяти від життя приводило до кутежів, бенкетів, що закінчувались скандалами. З 1862 року жив в родовому маєтку.
Саме на цей період випадають написання відомих віршів і їх оприлюднення. 1854 року перші юнацькі вірші Апухтіна друкує тодішня військова газета «Русский инвалид» — тобто «російський ветеран» («Епамінонд», «Наслідування арабському»). Видання мало благодійницьке спрямування і частку прибутку виділяло на користь військових ветеранів, удов та сиріт вояків. Свідомість поета кладалась під впливом різнохарактерних подій, ідей, авторитетів, всмоктуючи усі протиріччя дореформеної і післяреформеної Російської імперії.
Сегодня мне скажи́те вы,
Что не берут в России взяток,
Что город есть скверне́й Москвы,
Что в «Пчелке» мало опечаток,
Что в свете мало дураков…
Вполне достигнете вы цели,
Всему поверить я готов:
Сегодня — первое апреля.(уривок жартівливого вірша «Перше квітня»1857 р.)
Але його творчість залишалася в межах тодішньої дворянської культури. Художні особливості творчості поета наближені до подібних у Михайла Лермонтова, хоча Апухтін не міг особисто знати уславленого попередника.

### Романси
Меланхолійність, сильні почуття ліричного героя і внутрішня музичність творів Апухтіна спонукала тодішніх композиторів до створення романсів на вірші поета. Петро Ілліч Чайковський написав шість романсів на вірші Апухтіна:
- «Кто идёт»(1860)
- «Забыть так скоро» (1870)
- «Он так меня любил» (1875)
- «Ни отзыва, ни слова, ни привета» (1880)
- «День ли царит» (1880)
- «Ночи безумные» (1886).

Ночи безумные, ночи бессонные,
Речи несвязные, взоры усталые…
Ночи, последним огнём озарённые,
Осени мёртвой цветы запоздалые!
Пусть даже время рукой беспощадною
Мне указало, что было в вас ложного,
Все же лечу я к вам памятью жадною,
В прошлом ответа ищу невозможного…
Вкрадчивым шёпотом вы заглушаете
Звуки дневные, несносные, шумные…
В тихую ночь вы мой сон отгоняете,
Ночи бессонные, ночи безумные!(1886)

### Юридична кар'єра і література
Апухтін таки зробив добру юридичну кар'єру, бо був і чиновником особистих доручень при губернаторі, і чиновником міністерства внутрішніх справ, їздив за кордон. Але для сучасників і нащадків він ставав відомим лище завдяки віршам. З 1870-х років захворів на патологічне ожиріння.
У 1886 р. вийшла з друку перша збірка поетичних творів поета. Серед прози літератора — «Щоденник Павла Дольського», фантастичне оповідання «Між життям та смертю», «З архіву графині Д.». Прозаїчні твори Апухтіна високо поціновував письменник Михайло Булгаков.
Друк першої книги припав на 46 рік його життя тому, що Апухтіна жорстоко критикували в пресі. А він не бажав брати участь в літературній боротьбі, а бути байдужим до нападів і несправедливих атак не міг. Видання 1846 р., раптово, мало успіх і було перевидано двічі ще за життя поета.
Значуще місце поета в російській літературі закріпили і сім посмертних збірок творів з 1895 по 1912 рр.

### Хвороба і смерть
Прогрес хвороби спонукав до звільнення. Останні роки жив дома. Помер в Петербурзі у 1893 р. Прах поховали в родинному селищі Фадєєво.

## Особисте життя
Апухтін був гомосексуалом, перебував у дружніх та любовних відносинах з Петром Чайковським.

## Відомі твори
- Я ждал тебя
- Деревенские очерки
- Ниобея
- Ночь в Монплезире
- Жизнь
- Братьям
- Реквием
- Пара гнедых
- Год в монастыре
- Ночи безумные
- Моление о чаше
- Старая любовь
- Недостроенный памятник
- Когда так радостно в объятиях твоих
- Прощание сдеревней
- Венеция
- Старая цыганка
- В убогом рубище
- Современным витиям
- Волшебные слова любви и упоенья

### Друковані твори
- Сочинения, 4 изд., т. 1—2, [Биография. очерк М. Чайковского], Спб. 1895;
- Стихотворения. [Вступ. ст., подгот. текста, прим. Л. Афонина], Орёл, 1959;
- Стихотворения, Л., 1961.